# Palm Bay (Florida)
Palm Bay ist eine Stadt im Brevard County im US-Bundesstaat Florida mit 119.760 Einwohnern (Stand: 2020).

## Geographie
Palm Bay liegt am Indian River, der einen Teil der Intracoastal Waterway bildet, in unmittelbarer Küstennähe des Atlantiks.
An die Stadt grenzen die Städte Melbourne, West Melbourne, Melbourne Beach, Grant-Valkaria und Malabar. Orlando liegt rund 100 Kilometer nordwestlich der Stadt.
Palm Bay ist die größte Stadt des Countys bzw. der Metropolregion Palm Bay–Melbourne–Titusville.

## Geschichte
Die ursprünglichen Bewohner der Gegend um das heutige Palm Bay waren Indianer vom Stamm der Timucuan. Die ersten europäischen Siedler kamen um 1850 und lebten vor allem von der Holzwirtschaft und dem Anbau von Orangen. Die Siedlung trug zunächst den Namen Tilman, wurde aber in den 1920er-Jahren umbenannt in Palm Bay. Bis zum Bau der Eisenbahn 1894 hielt sich das Wachstum der Stadt in Grenzen, doch die von da an verbesserte Verkehrsanbindung brachte einen ersten Aufschwung. In den 1960er-Jahren bekam Palm Bay den Status einer Stadt. Die Wirtschaft der Stadt profitierte vom Bau des Kennedy Space Centers, das in dieser Zeit etwa 65 km weiter nördlich auf der Halbinsel Merritt entstand.

## Demographische Daten
Laut der Volkszählung 2010 verteilten sich die damaligen 103.190 Einwohner auf 45.220 Haushalte. Die Bevölkerungsdichte lag bei 606,3 Einw./km². 72,9 % der Bevölkerung bezeichneten sich als Weiße, 17,9 % als Afroamerikaner, 0,5 % als Indianer und 1,8 % als Asian Americans. 3,4 % gaben die Angehörigkeit zu einer anderen Ethnie und 3,6 % zu mehreren Ethnien an. 14,1 % der Bevölkerung bestand aus Hispanics oder Latinos.
Im Jahr 2010 lebten in 33,9 % aller Haushalte Kinder unter 18 Jahren sowie 28,7 % aller Haushalte Personen mit mindestens 65 Jahren. 70,2 % der Haushalte waren Familienhaushalte (bestehend aus verheirateten Paaren mit oder ohne Nachkommen bzw. einem Elternteil mit Nachkomme). Die durchschnittliche Größe eines Haushalts lag bei 2,60 Personen und die durchschnittliche Familiengröße bei 3,05 Personen.
26,5 % der Bevölkerung waren jünger als 20 Jahre, 23,8 % waren 20 bis 39 Jahre alt, 28,7 % waren 40 bis 59 Jahre alt und 20,9 % waren mindestens 60 Jahre alt. Das mittlere Alter betrug 40 Jahre. 48,3 % der Bevölkerung waren männlich und 51,7 % weiblich.
Das durchschnittliche Jahreseinkommen lag bei 44.768 $, dabei lebten 13,4 % der Bevölkerung unter der Armutsgrenze.
Im Jahr 2000 war Englisch die Muttersprache von 88,55 % der Bevölkerung, spanisch sprachen 7,46 % und 3,99 % hatten eine andere Muttersprache.

## Sehenswürdigkeiten
Am 3. Dezember 1987 wurde die St. Joseph’s Catholic Church in das National Register of Historic Places eingetragen.

## Verkehr
Palm Bay wird von der Interstate 95, dem U.S. Highway 1 (SR 5) sowie den Florida State Roads 507 und 514 durchquert. Außerdem führt die Güterbahnstrecke der Florida East Coast Railway durch die Stadt. Der Melbourne International Airport liegt rund 10 km nördlich von Palm Bay.

## Kriminalität
Die Kriminalitätsrate lag im Jahr 2010 mit 262 Punkten (US-Durchschnitt: 266 Punkte) im durchschnittlichen Bereich. Es gab vier Morde, 19 Vergewaltigungen, 60 Raubüberfälle, 438 Körperverletzungen, 740 Einbrüche, 1622 Diebstähle, 98 Autodiebstähle und zehn Brandstiftungen.

## Söhne und Töchter der Stadt
- Xavier Carter (* 1985), Leichtathlet
- Cameron Long (* 1988), Basketballspieler
- Kristina Teachout (* 2005), Taekwondoin